# FCU Craiova 1948
Fotbal Club Universitatea Craiova é um clube de futebol profissional romeno da cidade de Craiova. O clube é um dos mais tradicionais da Romênia e tem uma das torcidas mais apaixonadas do país. Quatro vezes campeão da Primeira Divisão Romena e seis da Copa da Romênia, o U Craiova também tem campanhas marcantes na Copa da UEFA (atual Liga Europa) e na UEFA Champions League. Atualmente, o clube regressou à Primeira Divisão Romena, após ter sido expulso da Federação romena em 2012 e a sua refundação em 2017.
Não confundir com o clube de futebol chamado Clubul Sportiv Universitatea Craiova,

## História do Clube

### O início
O futebol na cidade de Craiova começou mais precisamente em 1921, com a criação de dois clubes de futebol amadores: Craiovan Craiova e Rovine Griviţa Craiova. Em 1940, os dois clubes se fundiram e formaram o Fotbal Club Craiova. Foi uma das melhores equipes romenas naquela década, vencendo o Campeonato Romeno de 1942-43. Mas a Federação Romena de Futebol (FRF) não oficializou o título, porque a competição acontecia em meio à Segunda Guerra Mundial. A Romênia do ditador Antonescu fornecia petróleo, grãos e produtos industriais à Alemanha Nazista mesmo sem compensação monetária em 1942. Com isso, o país sofreu bombardeios dos Aliados, um dos principais foi nos campos de petróleo em Ploiesti, em 1º de agosto de 1943. O país foi seriamente afetado durante a guerra, inclusive os times de futebol. A Romênia só se voltaria contra o Eixo em 23 de agosto 1944 após golpe do Rei Mihai contra a ditadura Antonescu.
Em 1948, quatro anos depois do golpe, é fundado, através do então FC Craiova, o Fotbal Club Universitatea Craiova, após iniciativa e parceria entre professores e estudantes da Universidade de Craiova. Pela origem universitária, um dos apelidos do clube é “Stiinta” (“Os cientistas). O clube seria considerado o de segunda maior torcida da Romênia, perdendo apenas para o Steaua Bucareste, e um dos mais tradicionais e competitivos no cenário nacional.

### Os Campeões de um Grande Amor e a Craiova Maxima
O momento mais importante da história do Universitatea Craiova foi na temporada 1982-83. Naquela época, o clube já estava entre os grandes do país, com campanhas na primeira metade das tabelas, incluindo 3 títulos do Campeonato Romeno (Liga I), em 73-74, 79-80 e 80-81 e 3 da Copa da Romênia, em 76-77, 77-78 e 80-81, esta última com uma goleada histórica por 6×0 sobre o Politehnica Timișoara na final. O que aconteceu em 1982-83 foi ainda maior. O Universitatea Craiova foi o primeiro clube romeno a chegar nas semifinais da Copa da UEFA (atual Liga Europa), com uma campanha espetacular. Eliminou Fiorentina, Shamrock Rovers (Irlanda), Bordeaux e Kaiserslautern (sendo com isso o primeiro clube romeno a eliminar um alemão em uma competição oficial). A equipe só foi cair nas semifinais, contra o Benfica. Um 0×0 em Lisboa e um 1×1 em Craiova definiram a classificação da equipe portuguesa por critério de gols fora de casa.
Toda a Romênia torcia para aquela equipe de futebol aguerrido e técnico que era o Craiova. O seu principal apelido foi conquistado lá: “Campioana Unei Mari Iubiri” (“Os Campeões de Um Grande Amor”), pela imensa torcida que o clube agregou por todo o país para o torneio, mesmo quem não era um torcedor do clube. Além disso, esta geração foi a base da primeira seleção romena a participar em uma Eurocopa, em 84. Ilie Balaci, Nicolae Negrila, Silviu Lung, Rodion Cămătaru, Costică Ştefănescu, Zoltan Crişan, Ion Geolgău, Aurică Beldeanu, Costică Donose, e Sorin Cârțu eram alguns dos grandes jogadores que participaram desta campanha, cuja geração também ficou conhecida como Craiova Maxima.

### Último título e decadência
O ano de 1991 foi o último de grandes conquistas dos Stiinta. O Craiova venceu Liga e Copa com Sorin Cârţu de técnico. Mas depois, os desempenhos da equipe começaram a piorar, principalmente após a série de ligas e copas em que o Craiova ficou em segundo lugar, de 1993 a 2000. e o Craiova passou a ser um time de meio de tabela ainda que revelasse grandes jogadores para o continente europeu, como o lateral-esquerdo Chivu em 1998-99.
Em 2004, o clube foi comprado pelo empresário Adrian Mititelu. Na primeira temporada, o primeiro rebaixamento da história do clube, com o último lugar entre os 16 clubes da temporada 2004-05 da Liga I. Para piorar, os quatro primeiros colocados foram de Bucareste (Steaua, Dinamo, Rapid e National), justamente a cidade com quem Craiova mais rivaliza, até porque o seu maior rival é o Dinamo Bucareste. O clube voltou à elite na temporada seguinte com o título da Liga II, mas ainda não conseguia voltar aos seus tempos áureos.
2008-09 foi uma temporada atípica. O Universitatea Craiova estava muito perto de retornar à Liga Europa, torneio no qual fez história nos anos 80 com a geração Craiova Máxima. Esta temporada é até hoje contestada pelos torcedores dos Stiinta; Isto porque inúmeros erros escandalosos de arbitragem impediram a equipe de chegar ao sexto lugar do campeonato para alcançar a última vaga para o torneio continental, que acabou ficando para o Steaua, o time mais popular do país e do qual vamos falar mais tarde n’O Craiovano.
Em 2009-10, um pífio terceiro lugar. Em 2010-11, campanha ainda pior. O décimo quinto lugar que rebaixou o Craiova pela segunda vez em sua história, a segunda em 6 anos, a segunda na gestão Mititelu. E antes o rebaixamento fosse o pior daquela fatídica temporada.

### Extinção e revolta da torcida
Em 20 de julho de 2011, a Federação Romena de Futebol decidiu excluir o Universitatea Craiova, porque o clube não retirou um processo contra o ex-técnico Victor Piturca na justiça comum. Isto porque de acordo com o artigo 57 do estatuto da FRF, a Federação tem jurisdição sobre todas as questões jurídicas de esportes. Apesar disso, o artigo permite ações na justiça comum acerca de contratos de emprego. Adrian Mititelu não retirou o processo e assim o clube foi extinto, com a confirmação na Assembleia Geral da FRF em 14 de maio do ano passado. Todos os jogadores da equipe tiveram os contratos rescindidos a custo zero e foram obrigados a assinar com outros clubes para continuar suas carreiras. O prejuízo ficou avaliado em quase 30 milhões de euros. Mais de um milhão de torcedores ficou sem um time para torcer.
Em 22 de outubro de 2011, o Diretório Nacional Anticorrupção (DNA) iniciou uma investigação contra os cartolas da Liga de Futebol Profissional da Romênia (LFP) e da FRF, com acusações oficiais de erro de conduta grave e abuso de poder ao decidir a extinção do Craiova. O DNA fez confisco de bens de vários dirigentes da FRF e da LFP, como os manda-chuvas Mircea Sandu e Dumitru Dragomir, protagonistas no crime que destruiu o clube. Em 22 de junho de 2012, a Corte de Recursos Judiciais de Bucareste estabeleceu que a exclusão do Universitatea Craiova da FRF é ilegal. Em 15 de novembro do mesmo ano, a confirmação da exclusão na Assembleia de 14 de maio também é ilegal. As duas decisões geraram uma série de protestos em Craiova e em Bucareste, a sede da FRF, agregando milhares de pessoas reivindicando o retorno imediato dos Stiinta às competições. Os Ultras de Craiova foram mais longe e criaram o Justice for Craiova, movimento que além dos protestos na rua, invadiu os gramados nos jogos de futebol, incluindo jogos da Seleção Romena e jogos válidos pela Champions League e Liga Europa, incluindo a partida entre Chelsea e Steaua Bucareste em 2013, no Stamford Bridge, em Londres. Após pressão popular e as péssimas repercussões que sofriam as instituições reguladoras do futebol romeno, a maré começou a virar a favor do clube de Adrian Mititelu.

### O Retorno
Em 2013, o Universitatea Craiova conseguiu na justiça o direito de voltar às competições. O site oficial do clube anunciou neste mês que vai jogar a Liga II (segunda divisão), e já tem 23 jogadores inscritos para o campeonato. Mas mesmo com o apoio inicial da prefeitura de Craiova, o orçamento de apenas 1,5 milhões de Euros não fazem verão. Muitos dos jogadores são apenas jovens sub-20 que pertenciam às categorias de base do clube antes da extinção, como Robert Cale, Gabriel Miu e a maior promessa, Claudiu Balan. Ainda assim, contratações de peso puderam ser feitas graças a solidariedade de alguns jogadores que aceitaram o reduzido orçamento para ajudar na reconstrução do clube. É o caso do goleiro Dumitru Hotoboc, do meia Robert Saceanu, do lateral-esquerdo Sorin Busu, do atacante Ovidiu Stoianof e de um dos maiores ídolos da história recente do clube, o zagueiro e capitão Madalin Ciuca. A infraestrutura do clube, seus prepadores físicos, integrantes do departamento médico e diretoria foram anunciados por Mititelu em coletiva de imprensa em 1º de julho de 2013. Na mesma coletiva, foram anunciados os jogadores e o técnico italiano Nicolò Napoli, que já passou pelo clube em 2004 e de 2007 a 2009.

### Atualidade
Após uma campanha regular em 2013, os jogadores e o técnico Nicolo Napoli começavam a se cansar da falta de pagamentos e de condições mínimas de treino. Nicolo Napoli foi demitido inexplicavelmente por Adrian Mititelu e o sucessor, Stefan Nanu, ficou menos de uma semana no cargo, abandonando o clube em seguida. O comando da equipe ficou com o auxiliar técnico, Dragos Bon. Mas sem estrutura, estádio e dinheiro, a queda começou. Após uma série de resultados negativos, os atletas, liderados pelo capitão Madalin Ciuca e pelo vice-capitão Robert Saceanu, decidiram parar de jogar.
O proprietário do clube, Adrian Mititelu, conseguiu convencer jogadores e comissão técnica a voltarem, mas após novas derrotas, o próprio Mititelu desistiu e retirou o clube da Liga II. Assim, o FC Universitatea Craiova foi oficialmente rebaixado para a terceira divisão e deixou de existir pela segunda vez. A outra equipe de Craiova, o CS Universitatea, conseguiu o acesso e disputa a Liga I em 2014-15, com uma campanha de meio de tabela.
Um grupo de torcedores do FC Universitatea Craiova chamado Stiinta Suntem Noi tenta refundar a equipe, mas esbarra nas dificuldades financeiras e nos desentendimentos internos. A intenção é fazer um projeto como tem sido feito com equipes tradicionais como o Arges Pitesti e o Politehnica Timisoara, que foram à falência, e voltaram às atividades com projetos de torcedores.

### Títulos e campanhas marcantes
4 Campeonatos Romenos (Liga I): (1973-74, 1979-80, 1980-81, 1990-91)
6 Copas da Romênia (1976-77, 1977-78, 1980-81, 1982-83, 1990-91, 1992-93)
2 Liga II (1963-64, 2005-06)
1 Liga III (1957-58)
Primeiro clube de futebol da Romênia a se classificar para as quartas-de-final da Champions League (1981-82)
Primeiro clube de futebol da Romênia a eliminar um clube alemão (Kaiserslautern) e um inglês (Leeds United) em competições.
Primeiro clube de futebol da Romênia a chegar às semifinais da Copa da UEFA (atual Liga Europa) (1982-83)
5 vezes vice-campeão da Liga I (1972-73, 1981-82, 1982-83, 1993-94, 1994-95)
7 vezes terceiro lugar da Liga I (1966-67, 1974-75, 1976-77, 1983-84, 1985-86, 1989-90, 1992-1993)
5 vezes vice-campeão da Copa da Romênia (1974-75, 1984-85, 1993-94, 1997-98, 1999-00)
Participou 4 vezes da UEFA Champions League
Participou 14 vezes da Copa da UEFA

## FC Universitatea Craiova x CS Universitatea Craiova

### Os conflitos de Craiova em 2013
O proprietário do Fotbal Club Universitatea Craiova, Adrian Mititelu, é majoritariamente detestado em Craiova. Os dois únicos rebaixamentos em sete anos acúmulo de dívidas e desempenhos medíocres marcam a era de Mititelu, que comprou o clube em 2004. Protagonizando a reconstrução do Fotbal Club Universitatea Craiova fornecendo dinheiro municipal para a reestruturação do clube de Mititelu,a prefeita de Craiova, Lia Olguta Vasilescu, decidiu mudar de lado, principalmente após as especulações de que Mititelu não conseguiria inscrever o clube na quarta divisão romena. A atitude da prefeita de Craiova foi recriar o futebol no Clubul Sportiv Universitatea Craiova, o clube da cidade que abriga diversas modalidades e que possuía também o futebol. Depois da queda do regime comunista na Romênia, todos os clubes de futebol deveriam ser privados. Antes, todos se chamavam Clubul Sportiv (CS Steaua, CS Dinamo, etc). No caso de Craiova, o departamento de futebol se desvinculou do Clubul Sportiv e seguiu a história mudando de nome, ficando como FC Universitatea Craiova. Com isto, Craiova passa a ficar com dois clubes de futebol: FC Universitatea Craiova (original, clube fundado em 1948 proveniente do CS Universitatea Craiova do regime comunista) e o CS Universitatea Craiova, com um novo departamento de futebol criado em 2013. As cores são as mesmas e alguns dos cabeças do novo clube são Rodion Cămătaru e Ion Geoulgău (que jogaram na geração 1982-83) e Pavel Badea.
A rejeição da população por Mititelu gerou confusão em todos os torcedores do original F. C. e divide uma das maiores torcidas da Romênia. O C. S. Universitatea Craiova se apropriou do Ion Oblemenco, o estádio de Craiova. Por isso, o FC joga na cidade de Turnu-Severin. Os dois clubes lutam entre si para ter a história gloriosa do Universitatea Craiova. Apesar do conflito, as pesquisas na Romênia indicam que mais de 70% dos torcedores vai continuar com o Fotbal Club Universitatea Craiova, argumentando de que apesar dos fracassos de Mititelu, é o clube original, e que o clube da prefeita da cidade é um outro clube de futebol totalmente novo.
O departamento jurídico do Fotbal Club divulgou nota no site oficial do clube defendendo a sua legitimidade como o Universitatea Craiova de sempre, argumentando com os documentos que constam no Escritório Nacional de Invenções e Marcas da Romênia (OSIM) e citando leis de copyright do país.